# Pseudatrichia schlingeri
Pseudatrichia schlingeri är en tvåvingeart som beskrevs av Kelsey 1971. Pseudatrichia schlingeri ingår i släktet Pseudatrichia och familjen fönsterflugor.
Artens utbredningsområde är Kalifornien. Inga underarter finns listade i Catalogue of Life.